# باغوز فوقانی (دیر الزور)
'باغوز فوقانی یکی از روستاهای ناحیه سوسه در منطقه البوکمال استان دیرالزور سوریه است که زمانی در تصاحب گروه تروریستی داعش بود. بر اساس دفتر مرکزی آمار سوریه تعداد ساکنان این روستا ۱۰٬۶۴۹ نفر در سال ۲۰۰۴ برآورد شده‌است.